# Hedi Honert
Hedi Honert naît en 1989 à Berlin. Elle est une actrice allemande.

## Biographie
Hedi Honert naît à Berlin en 1989 et grandit à Prenzlauer Berg.
Dans Rote Rosen (de), Hedi Honert joue le rôle de Kim Parker. Elle joue également un rôle de premier plan dans Rosamunde Pilcher (de).
Son rôle dans Rote Rosen lui a attiré des éloges, mais également de l'hostilité sur des réseaux sociaux comme Facebook et Instagram, au point de la faire pleurer.